# Georgi Point
Der Georgi Point ist eine Landspitze an der Ostküste der Adelaide-Insel westlich der Antarktischen Halbinsel. Sie liegt südlich des Mothes Point und markiert die westliche Begrenzung der südlichen Einfahrt zum Barlas-Kanal sowie die nördliche Begrenzung der Malle Bay.
Das UK Antarctic Place-Names Committee benannte sie nach dem deutschen Meteorologen und Polarforscher Johannes Georgi (1888–1972), unter anderem Teilnehmer an der letzten Grönlandexpedition (1929–1930) von Alfred Wegener.